# Laurent Mareschal
 (octobre 2022).
Si vous disposez d'ouvrages ou d'articles de référence ou si vous connaissez des sites web de qualité traitant du thème abordé ici, merci de compléter l'article en donnant les références utiles à sa vérifiabilité et en les liant à la section « Notes et références ».
Laurent Mareschal, né à Dijon le 16 février 1975 est un artiste plasticien français qui vit et travaille à Paris.

## Biographie
Étudiant aux Beaux-Arts de Paris (2000-2002), Laurent Mareschal est ensuite résident au studio national des arts contemporains du Fresnoy à Tourcoing.

### Vie privée
Il est l'époux de la photographe israélienne Tami Notsani.

## Expositions
- 2003 : Singles, galerie Pitch, Paris
- 2004 : Contes à rebours, Nuit blanche, Paris
- 2004 : Panorama 5, Le Fresnoy, Tourcoing
- 2005 : Panorama 6, Le Fresnoy, Tourcoing
- 2005 : De l’autre côté de la vitrine, Nuit blanche, Paris
- 2005 : Do the ouahh !, exposition de groupe, Paris 8e
- 2006 : Un congrès de lucioles, MAMCO hors les murs, Les Arques
- 2008 : 
  - Zapping unit, La Ferme du Buisson
  - Animated, Digital art lab, Holon, Israël
  - Vidéo salon 3, galerie 10 m², Sarajevo, Bosnie-Herzégovine
  - Dans la nuit des images, Grand Palais, Paris
- 2009 : 
  - Control,2B gallery, Budapest
  - Neighbours
  - A book about death, Emily Harvey foundation, New York
- 2010 : 
  - One Shot !, BPS22, Charleroi
  - Indian Summer, Espace Croisé, Roubaix
- 2011 :
  - Reliefs, Fondation Écureuil, Toulouse
  - Impossible Translations (solo), musée d'art d'Ashdod, Israël
  - Strange & Close, CAPC / Van Abbe Museum, CAPC, Bordeaux[2]
- 2012 :
  - Bureau d'échange (solo), galerie Marie Cini, Paris
  - Loop Video Art Fair, Barcelone
  - It doesn't have to be beautiful unless it's beautiful, Kosova Art Gallery, Pristina, Kosovo
- 2013 : 
  - Jameel Prize, Victoria and Albert Museum, Londres
  - Once upon a time, musée Van Abbe, Eindhoven (commissariat Christiane Berndes, Charles Esche, Diana Franssen)
  - Singularités partagées, 116, Montreuil (commissariat Marlène Rigler)
  - Nuit blanche, Paris (commissariat Julie Pellegrin & Chiara Parisi)
  - Rêves d'architecture, Espace de l'art concret, Mouans-Sartoux (commissariat Fabienne Fulchéri)
- 2014 : Jameel Prize, New Manege Museum, Moscou
- 2015 :
  - Jameel Prize, Sharjar Biennale, Islamic Art Museum, Sharjah, Emirats arabes unis
  - Jameel Prize, Singapour National Library
  - Variations Art Fair, Espace des Blancs-Manteaux, Paris
- 2016 :
  - Tracés Nomades, Centre d’art Dar Bellarj, Marrakech (commissariat Huda Smitshuijzen Abifares)
  - Hannah Ryggen Triennale, Trondheim, Norvège (commissariat Erzen Shkololli)
  - Just hanging around, COD, Prime Ministry, Tirana, Albanie (commissariat Erzen Shkololli)
  - Sacré graine, Institut des cultures d'Islam, Paris (commissariat Elsa Blanc et David Régnier)
- 2017 : Stop Licht, musée Van Abbe, Eindhoven (commissariat Willem Jan Renders)

- 2022 : Le goût des autres, galerie municipale Fernand-Léger, Ivry-sur-Seine[3]

## Prix
- 2017 : Lauréat du concours Talents contemporains, Fondation François Schneider, Wattwiller
- 2016 : Aide individuelle à la création, Drac IDF
- Lauréat au festival Vidéoformes
- 1er prix au concours Ingenio 400, Madrid
- Prix Onda Curta, festival Corta !, Porto
- Prix Keskar (Fondation de France)
- 2005 :  Ligne verte présentée dans plus de 150 festivals de courts-métrages et expositions (Amsterdam, Berlin, Madrid, Ankara, Toronto, Clermont-Ferrand, Locarno, La Maison Rouge à Paris, etc.)